# Carlo Macchi
Carlo Macchi (Milano, 23 settembre 1802 – Reggio Emilia, 22 maggio 1873) è stato un vescovo cattolico italiano.

## Biografia
Carlo Macchi nacque a Milano il 23 settembre 1802. Il 20 giugno 1859 venne consacrato vescovo di Crema. Non poté prendere possesso della diocesi perché il suo predecessore, Pietro Maria Ferrè, impedito a prendere possesso della diocesi di Pavia a cui era stato trasferito, ritenne la sede di Crema come amministratore apostolico. Carlo Macchi venne trasferito alla sede episcopale di Reggio Emilia il 27 marzo del 1867, quando il Ferrè fu eletto vescovo di Casale Monferrato e là trasferito. Morì a Reggio Emilia nel 1873.

## Genealogia episcopale
La genealogia episcopale è:
- Cardinale Scipione Rebiba
- Cardinale Giulio Antonio Santori
- Cardinale Girolamo Bernerio, O.P.
- Arcivescovo Galeazzo Sanvitale
- Cardinale Ludovico Ludovisi
- Cardinale Luigi Caetani
- Cardinale Ulderico Carpegna
- Cardinale Paluzzo Paluzzi Altieri degli Albertoni
- Papa Benedetto XIII
- Papa Benedetto XIV
- Papa Clemente XIII
- Cardinale Marcantonio Colonna
- Cardinale Giacinto Sigismondo Gerdil, B.
- Cardinale Giulio Maria della Somaglia
- Cardinale Carlo Odescalchi, S.I.
- Cardinale Costantino Patrizi Naro
- Vescovo Antonio Novasconi
- Vescovo Carlo Macchi